# Jerónimo Suñol
Jerónimo Miguel Suñol y Pujol (Barcelona, 13 de diciembre de 1839-Madrid, 16 de octubre de 1902) fue un escultor español.

## Biografía
Nació en Barcelona en 1839. De orígenes humildes, se formó en la Escuela de la Lonja de Barcelona, complementando sus estudios en el taller de un imaginero llamado Passavell y, sobre todo, en el taller de los hermanos Venancio y Agapito Vallmitjana. 

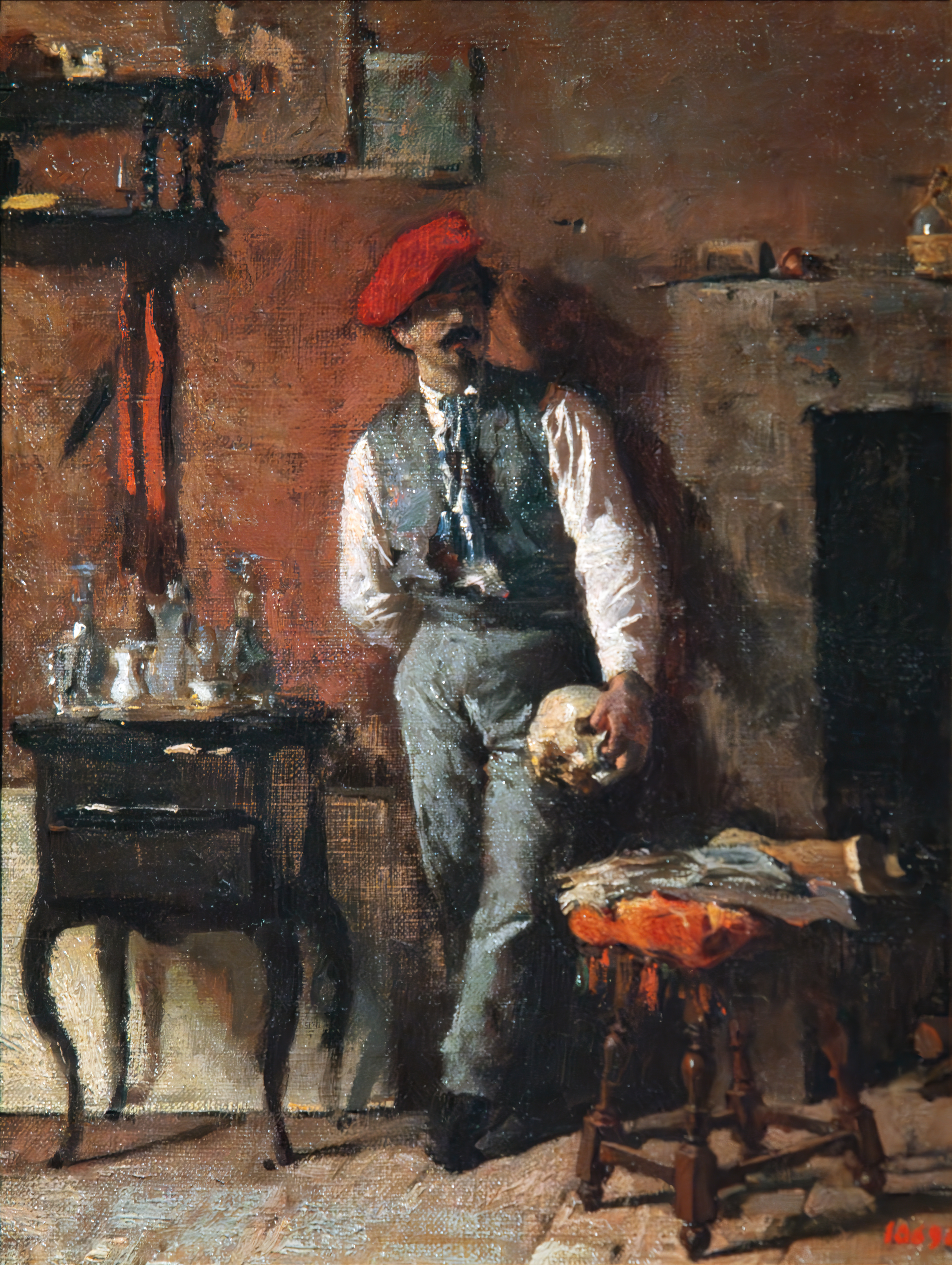
Retrato del escultor Jerónimo Suñol (c.1864), por Mariano Fortuny. MNAC.

En 1858 obtuvo una beca para ir a estudiar a Roma, donde conoció a su futura esposa, Adela Rossi Orsini, con la que tuvo dos hijas. Durante su estancia italiana, coincidió con la guerra por la Unificación italiana y estuvo a punto de ser fusilado al ser confundido con un garibaldino. Allí estableció contacto con Mariano Fortuny y su círculo de amistades. Es en esta época cuando realizó la escultura "Dante", una de sus obras más conocidas, con la que ganó una medalla de plata en la Exposición Nacional de Bellas Artes en 1864. Una de las versiones de Dante se encuentra en el Museo Nacional de Arte de Cataluña donde se conservan otras obras suyas (busto femenino, aprendiendo de escultor) y también el retrato de él pintado por Fortuny. El yeso original y otra versión de Dante en bronce también se pueden encontrar en el Museo del Prado.
Otra obra destacada de Suñol es Himeneo, con el que ganó una medalla en la Exposición Nacional de Bellas Artes de 1866.
Vuelto de Roma se estableció en Barcelona (1875) y, posteriormente, en Madrid, donde terminó residiendo y donde adquirió cierto reconocimiento, desarrollando una importante carrera artística. Se dedicó a la estatuaria pública y a la escultura religiosa, y también recibió numerosos encargos particulares para decoración de palacios.
Desde 1882 formó parte de la Real Academia de Bellas Artes de San Fernando. Discípulos o colaboradores suyos fueron los escultores Aniceto Marinas, Antonio Parera, Pagés Serratosa, Medardo Sanmartí y Cipriano Folgueras, entre otros.
Jerónimo Suñol es un exponente destacado de la importante expansión y potencial productivo que alcanzaron los escultores catalanes durante el siglo XIX, con capacidad para exportar obra a toda España y también en el extranjero. Su estilo puede ser adscrito al realismo predominante durante la segunda mitad del siglo XIX. Su hermana Dolores se casó con Domingo Batlló y Barrera, de la estirpe de los Batlló, propietarios de la importante fábrica textil Can Batlló, su sobrino Romano Batlló y Sunyol o Suñol, que era fotógrafo, le hizo muchas fotografías y heredó su taller. Finalmente una parte importante de este fondo se incorporó a los Museos de Arte de Barcelona.
Su última obra fue la escultura del marqués de Salamanca. Murió en Madrid en octubre de 1902 sin terminar una figura femenina basada en la protagonista de la novela Nana de Émile Zola.

## Obras
- Dante pensativo,[1] en el Museo del Prado, Madrid (1864)
- Himeneo (1866)
- Petrarca (1866)
- Mausoleo de Leopoldo O'Donnell,[1] en la iglesia de Santa Bárbara de Madrid (1870)
- Urna funeraria del general Mariano Álvarez de Castro, en la Iglesia de San Félix de Gerona (1880)
- Estatua de mármol del Monumento a Colón de Madrid (1885)[6]
- Réplica en bronce de la estatua anterior en Central Park de Nueva York (1892)[7]
- Monumento a Pedro Duro en La Felguera, Asturias (1895)[8]
- San Francisco Javier, en el Santuario de Javier, en Navarra (1900)
- Monumento al marqués de Salamanca en Madrid (1902)[9]
- San Pedro y San Pablo, en la basílica de San Francisco el Grande de Madrid
- Decoración del reloj del Banco de España en Madrid
- Escalinata y diversas esculturas del palacio de Linares, en Madrid

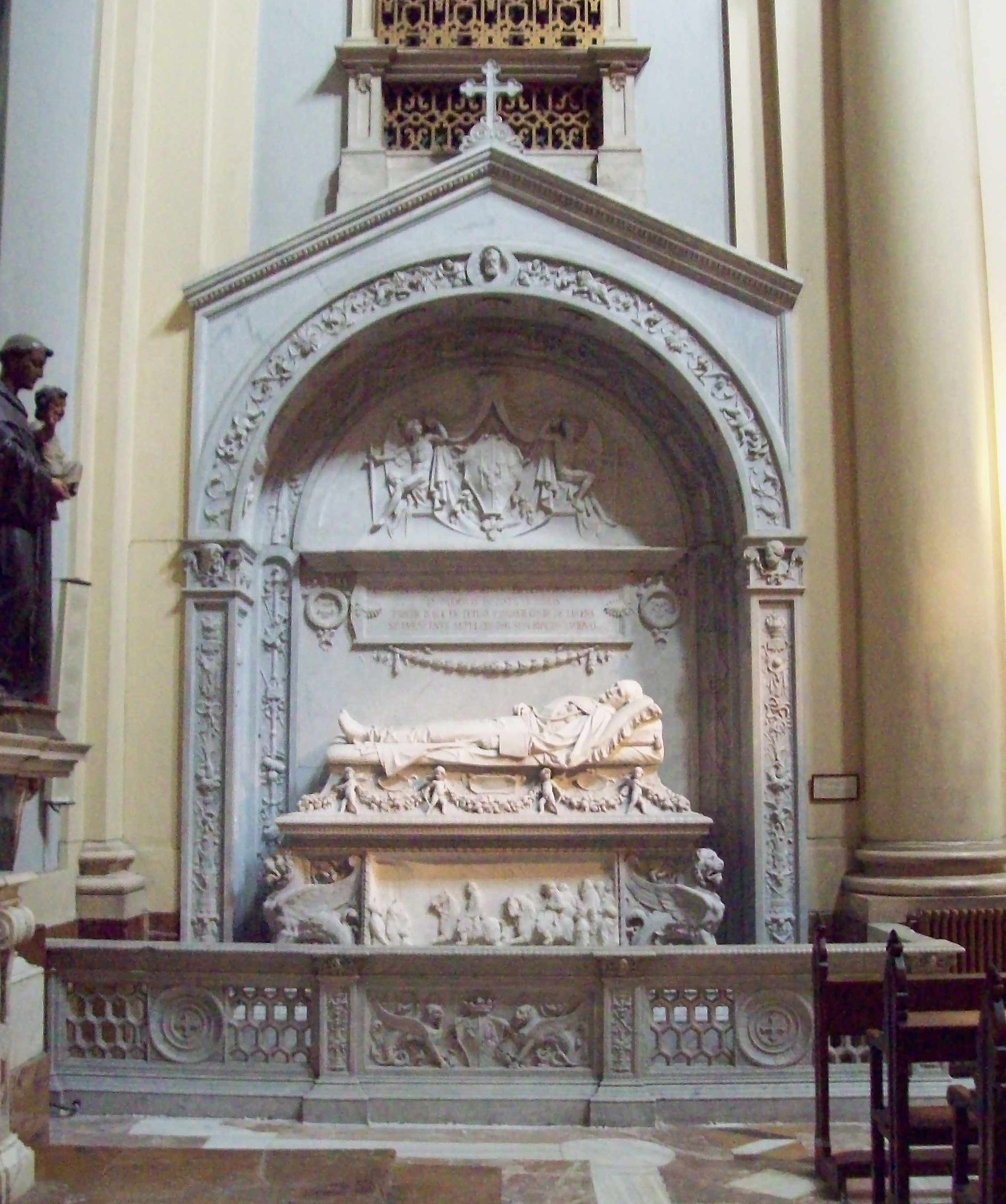
Mausoleo de O'Donnell (1870, Madrid)
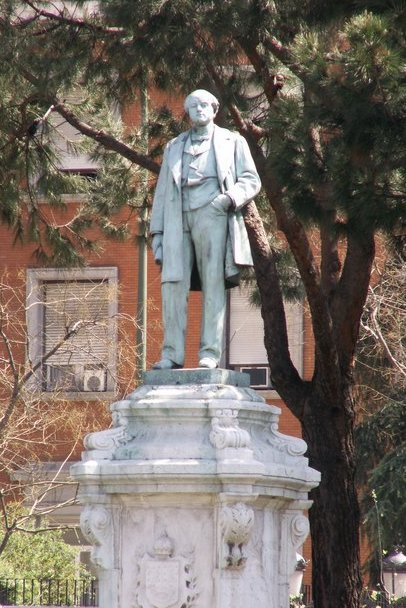
Estatua del marqués de Salamanca (1902, Madrid)
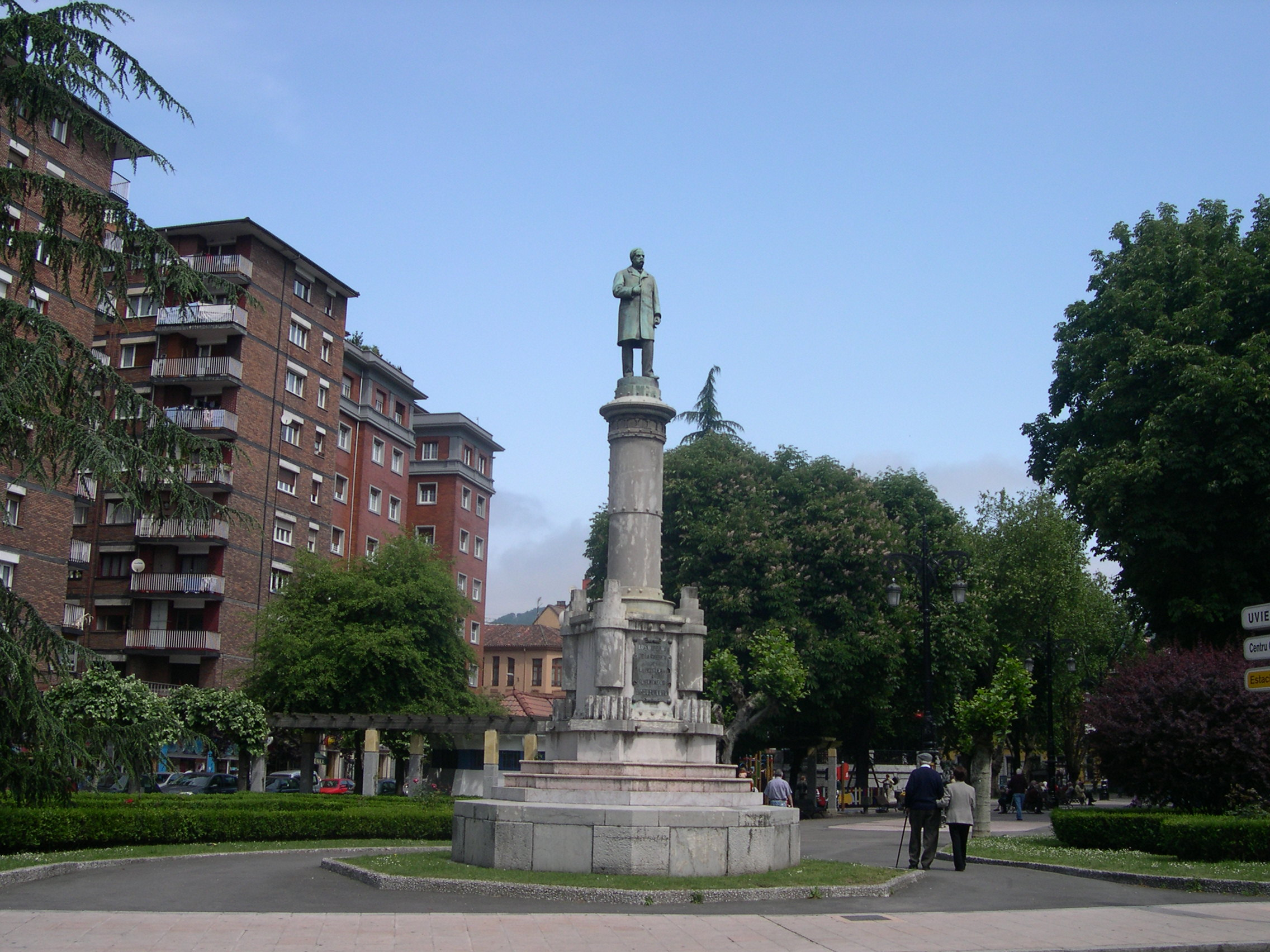
Monumento a Pedro Duro (1895) en La Felguera
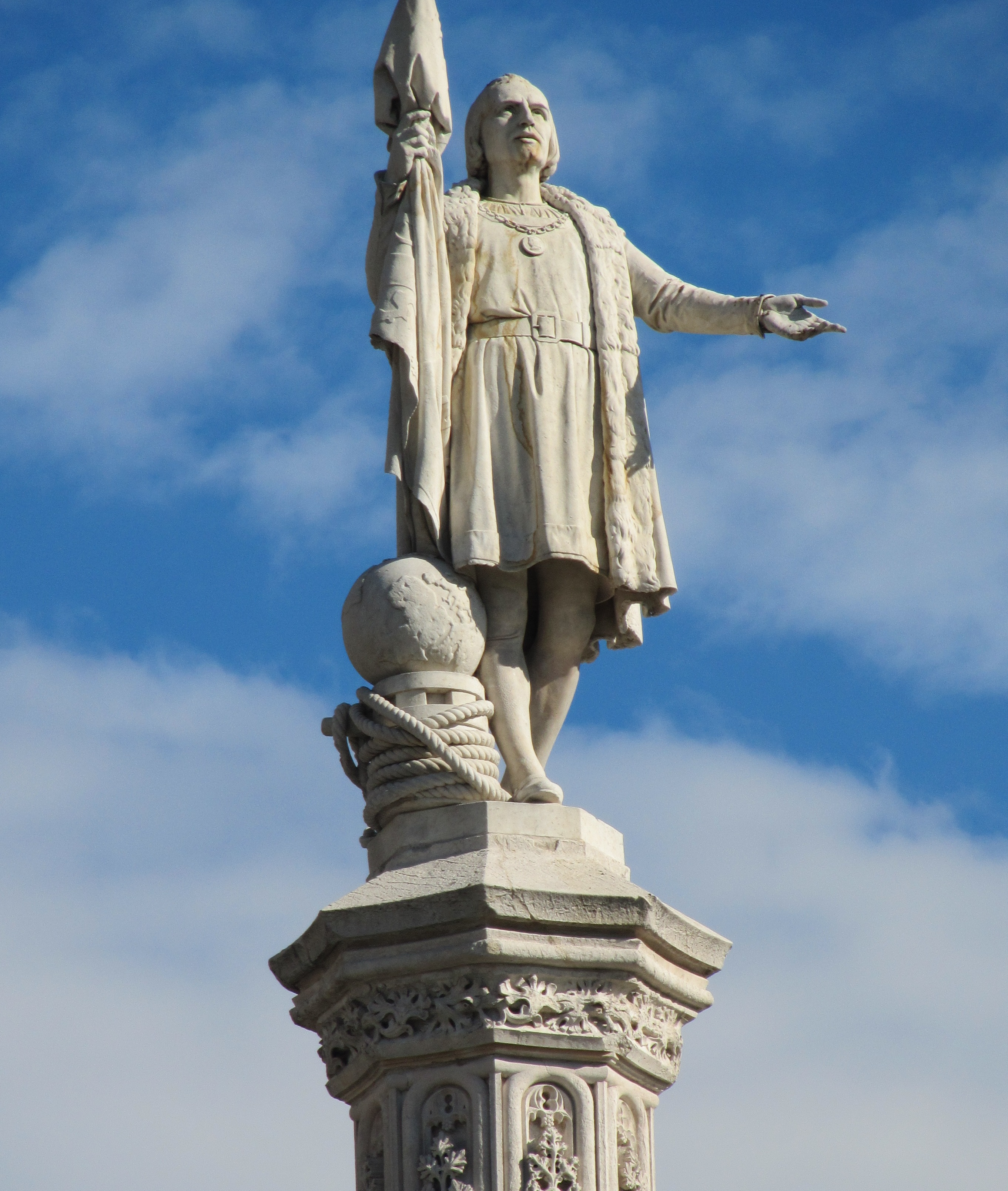
Monumento a Colón (1885, Madrid)

## Premios y reconocimientos
- Exposición Nacional de Bellas Artes en 1866. Medalla de 1.ª clase al mérito concedida por Isabel II en 1867 por su obra (Himeneo).
- Caballero Gran Cruz Real Orden de Isabel la Católica, 1889.
- 1.º Centenario de los EE. UU. Mención Especial en la Exhibición Internacional de Filadelfia, 1876.
- Académico de número Real Academia de Bellas Artes de San Fernando, 1878.
- Premio en la Exposición Nacional de Bellas Artes por Dante, concedido por Isabel II en 1865.
- Exposición Universal de París en 1867, III premio de Escultura (por Himeneo).
- Realizó, asimismo, modelos y proyectos reconocidos y su experiencia fue requerida para enjuiciar las obras de otros artistas.